# Lanrelas
Lanrelas (bret. Lanrelaz) – miejscowość i gmina we Francji, w regionie Bretania, w departamencie Côtes-d’Armor.
Według danych na rok 1990 gminę zamieszkiwało 916 osób, a gęstość zaludnienia wynosiła 31 osób/km² (wśród 1269 gmin Bretanii Lanrelas plasuje się na 609. miejscu pod względem liczby ludności, natomiast pod względem powierzchni na miejscu 286.).